# Desperate Housewives/Staffel 6
Dieser Artikel enthält alle Episoden der sechsten Staffel der US-amerikanischen Dramedy-Serie Desperate Housewives, sortiert nach der US-amerikanischen Erstausstrahlung. Sie wurden vom 27. September 2009 bis zum 16. Mai 2010 auf dem US-amerikanischen Sender ABC gesendet. Die deutschsprachige Erstausstrahlung sendete der Schweizer Free-TV-Sender SRF zwei vom 11. Januar bis zum 22. November 2010. Die sechste Staffel hat erstmals zwei große Geheimnisse, die im Laufe der Staffel aufgelöst werden. Die Autoren begründeten dies mit mehr Abwechslung für die Fernsehzuschauer. Damit sind die Auflösung der Vergangenheit der Familie Bolen und die Suche nach der Identität des Fairview-Würgers gemeint.

## Episoden
| Nr. (ges.) | Nr. (St.) | Deutscher Titel           | Originaltitel                       | Erstausstrahlung USA | Deutschsprachige Erstausstrahlung (CH) | Regie           | Drehbuch                       |
| --- | --------- | ------------------------- | ----------------------------------- | -------------------- | -------------------------------------- | --------------- | ------------------------------ |
| 112 | 1         | Sünde                     | Nice is Different than Good         | 27. Sep. 2009        | 11. Jan. 2010                          | Larry Shaw      | Marc Cherry & Bob Daily        |
| Susan hat gegenüber Katherine ein schlechtes Gewissen, da sie Mike erneut heiraten wird. Sie entschuldigt sich in der Kirche öffentlich für ihr Verhalten, doch Katherine kann ihr nicht verzeihen. Gabrielles Probleme in der Erziehung von Ana steigern sich erheblich. Bree hat Hemmungen, mit Karl eine Affäre einzugehen. Lynette ist frustriert, im mittleren Alter noch einmal Kinder zu bekommen. Karen ist glücklich mit dem neuen Mann an ihrer Seite. Die neue Hausfrau Angie Bolen zieht mit einem neuen Geheimnis in die Wisteria Lane. Am Abend der Hochzeit wird Julie im Garten ihrer Mutter von einem Unbekannten gewürgt. |           |                           |                                     |                      |                                        |                 |                                |
| 113 | 2         | Ein schrecklicher Tag     | Being Alive                         | 4. Okt. 2009         | 11. Jan. 2010                          | David Grossman  | Matt Berry                     |
| Karen entdeckt mit ihrem neuen Lebensgefährten Roy die verletzte Julie Mayer. Susan ist besorgt um das Leben ihrer Tochter. Im Krankenhaus erfährt sie von Lynette, dass Julie vielleicht schwanger sein könnte, was sie Lynette anvertraute. Julie ist jedoch nicht schwanger. Lynette entscheidet sich daraufhin ihrer Familie von ihrer eigenen Schwangerschaft zu erzählen. Julie wacht im Krankenhaus für eine kurze Zeit auf und bemerkt einen Kuss zwischen Bree und ihrem Vater Karl. Bree hat daraufhin ein schlechtes Gewissen. Angie rät ihrem Sohn, Ana um ein Alibi zu bitten. Als Gabrielle jedoch bemerkt, dass Ana gelogen hat und die Polizei alarmiert, wird Danny von der Polizei abgeführt. |           |                           |                                     |                      |                                        |                 |                                |
| 114 | 3         | Alte Liebhaber            | Never Judge a Lady by Her Lover     | 11. Okt. 2009        | 18. Jan. 2010                          | Andrew Doerfer  | Bob Dailey                     |
| Susan hetzt die Nachbarschaft auf Danny. Doch als sich herausstellt, dass Danny unschuldig ist, schämt sich Susan und will Angie dabei helfen, die von ihr verursachte Verwüstung in ihrem Vorgarten auf Vordermann zu bringen. Als Gabrielle erneut auf ihrem alten Liebhaber John Rowland trifft, sehnt sie sich nach der damaligen Zeit. Bree beginnt, eifersüchtig zu werden, als sie Karl mit einer anderen Frau antrifft. Nachdem Carlos Lynette für einen neuen, großartig bezahlten Posten vorschlägt, beginnt Lynette, ihre Schwangerschaft vor Carlos zu verheimlichen. |           |                           |                                     |                      |                                        |                 |                                |
| 115 | 4         | Blues der Verlassenen     | The God-Why-Don't-You-Love-Me Blues | 18. Okt. 2009        | 25. Jan. 2010                          | David Warren    | Alexandra Cunningham           |
| Susan muss erfahren, dass Julie sich verändert hat und sie nicht mehr die perfekte Tochter von früher ist. Gabrielle begreift nach langer Überlegung, dass sie glücklich in ihrem jetzigen Leben ist und schickt John eine Botschaft, dass es endgültig zwischen ihnen vorbei sei. Bree bemerkt allmählich Katherines Besessenheit von Mike. Als die Situation eskaliert und Katherine eine von ihr extra für ihre Hochzeit mit Mike designte Torte zerstören will, die für ein anderes Hochzeitspaar bestimmt wurde, kündigt Bree ihr. Lynette gibt ihre durch die Schwangerschaft vergrößerten Busen als Schönheits-OP aus. Angie will ihren Sohn glücklich machen und sorgt dafür, dass Danny eine Party organisiert bekommt. |           |                           |                                     |                      |                                        |                 |                                |
| 116 | 5         | Die ewigen Kritiker       | Everybody Ought to Have a Maid      | 25. Okt. 2009        | 1. Feb. 2010                           | Larry Shaw      | Jamie Gorenberg                |
| Katherine dringt in Susans Haus ein und wird von ihr für einen Mörder gehalten, weswegen Susan ihr in den Arm schießt. Da es sich dabei jedoch um Angies Waffe handelt, die Danny Julie ausgeliehen hat und die auf Angies richtigen Namen läuft, bringt Angie Katherine dazu, nicht zur Polizei zu gehen. Gabrielle ist sauer darüber, dass sie bei anderen Eltern den Ruf hat, eine schlechte Mutter zu sein. Bei einem Versuch, den Müttern zu zeigen, wie gut sie als Mutter ist, artet Juanitas Geburtstagsfeier jedoch aus. Eine Reinigungskraft aus dem Motel bringt Bree dazu, ihre Affäre in Frage zu stellen. Nachdem Lynette Roy auf Karens Wunsch hin als Handwerker eingestellt hat, beginnt Lynette zugleich einen Streit mit Roy, der durch seine konservative Art negativ bei Lynette auffällt. |           |                           |                                     |                      |                                        |                 |                                |
| 117 | 6         | Strafe muss sein          | Don't Walk on the Grass             | 1. Nov. 2009         | 8. Feb. 2010                           | David Grossman  | Marco Pennette                 |
| Susan gerät wieder mit Katherine in Konflikt, die weiterhin versucht Mike für sich zu gewinnen. Nachdem Katherine gemerkt hat, dass Angie etwas verbirgt, versucht Angie Susan davon zu überzeugen, dass Katherine hinter der Würge-Attacke steckt. Gabrielle führt eine heftige Diskussion mit Juanitas Schuldirektorin, da Gabrielle es nicht einsieht, dass Juanita für ein Schimpfwort bei einem Theaterstück bestraft werden soll. Als Gabrielle ebenfalls ausfallend wird, wird Juanita der Schule verwiesen und Gabrielle muss Juanita fortan zu Hause unterrichten. Bree bemerkt, dass eine Kette, die Karl ihr geschenkt hat, ein früheres Geschenk an Susan war. Daraufhin will Bree sich von Karl trennen. Orson bemerkt, dass Brees neue Kette nicht in dem Geschäft gekauft worden war, von welchem Bree ihm erzählt hat. Lynette heißt es nicht für gut, dass Tom im Studium schummelt. |           |                           |                                     |                      |                                        |                 |                                |
| 118 | 7         | Die Hauslehrerin          | Careful the Things You Say          | 8. Nov. 2009         | 8. Feb. 2010                           | Bethany Rooney  | Marco Pennette                 |
| Nachdem Susan davon überzeugt ist, dass Katherine ihre Tochter gewürgt habe, wendet sie sich an die Polizei. Doch dort arbeitet eine ehemalige Mitschülerin von Susan, die von ihr gehänselt wurde und sich dadurch rächt, dass sie Susan wegen des Schusses auf Katherine einsperrt. Lynette glaubt währenddessen daran, dass Nick Julie gewürgt haben soll, nachdem sie von Julie erfahren hat, dass beide eine Affäre hatten. Angie offenbart Nick kurz darauf, dass sie schon längst gemerkt habe, dass Nick eine Affäre hatte. Bree lehnt es ab, Angie in ihrer Firma zu beschäftigen. Als Bree jedoch danach Angies Rezepte in ihrer Firma zubereitet, verlangt Angie nach einer Erklärung. Gabrielle ist dankbar darüber, dass die neue Haushaltshilfe sich gut mit Mathematik auskennt und ihr den Hausunterricht abnimmt. Carlos kündigt der Haushaltshilfe jedoch, da er aufgrund des unordentlichen Hauses glaubt, dass sie ihre Arbeit nicht verrichtet, bis Gabrielle Carlos schließlich die Wahrheit beichten muss. |           |                           |                                     |                      |                                        |                 |                                |
| 119 | 8         | Die Beförderung           | The Coffee Cup                      | 15. Nov. 2009        | 24. Feb. 2010                          | Larry Shae      | Dave Flebotte                  |
| Susan wird wegen ihres Schusses auf Katherine zur gemeinnützigen Arbeit verurteilt. Als Katherine daraufhin am Müllplatz über Susan spottet, wird sie selbst zur gemeinnützigen Arbeit verurteilt. Dort berichtet Katherine Susan von ihrem ehemaligen Sexleben mit Mike. Daraufhin bekommt Susan ein schlechtes Gefühl. Während Gabrielle Carlos darum bittet, einen Angestellten nach Miami zu versetzen, damit Juanita den Schulplatz von dessen Tochter bekommt, schafft Lynette es, ihn zu überzeugen, das Angebot nicht anzunehmen, damit er Lynettes Schwangerschaftsvertretung sein kann. Als Carlos daraufhin von Lynettes Schwangerschaft erfährt, ist er sehr enttäuscht und rät ihr, zu kündigen. Angie erfährt von Brees Affäre mit Karl und schafft es, zu verhindern, dass Orson Bree und Karl in flagranti erwischt. Am Abend gibt es ein zweites Würge-Opfer in Fairview: Die Kellnerin Emily Portsmith. |           |                           |                                     |                      |                                        |                 |                                |
| 120 | 9         | Selbstverteidigung        | Would I Think of Suicice?           | 29. Nov. 2009        | 1. März 2010                           | Ken Whittingham | Jason Ganzel                   |
| Susan erfährt von Brees Affäre mit ihrem Ex-Mann Karl und beginnt ihre Freundschaft mit Bree in Frage zu stellen. Während Gabrielle Carlos dazu bringt, Lynette zu verzeihen, engagiert Lynette stattdessen einen Anwalt, um gegen Carlos’ Schikane am Arbeitsplatz vorzugehen. Bree engagiert einen ehemaligen Mitgefangenen von Orson, damit dieser auf Orson trifft, um ihren Ex-Mann zu erpressen, da er durch den Besuch gegen seine Bewährungsauflagen verstößt. Nachdem Katherine MJ erzählt hat, wie schlecht seine Mutter sei, verbietet Mike ihr den Kontakt mit MJ. Als sie ihn jedoch schon bald von einem Geburtstag abholt, sagt der aufgebrachte Mike ihr, dass er sie nie wirklich geliebt habe. Katherine ruft schließlich die Polizei und beginnt sich selbst zu verletzen, um den Verdacht auf Mike zu lenken. Nachdem Emilys Leiche gefunden wurde, kommt in Julie wieder die Angst hoch, dass der Würger sie wieder verfolgen könnte. Angie findet Danny auf, der versucht hat sich umzubringen. Im Krankenhaus kümmert sich Nachbarin Mona Clarke um ihn, die dort als Krankenschwester arbeitet. Danny berichtet ihr davon, dass er eine neue Identität angenommen habe. |           |                           |                                     |                      |                                        |                 |                                |
| 121 | 10        | Der große Krach           | Boom Crunch                         | 6. Dez. 2009         | 8. März 2010                           | David Grossman  | Joey Murphy & John Pardee      |
| Susan holt Dylan in die Wisteria Lane, nachdem Katherine Mike ins Gefängnis gebracht hat. Es stellt sich heraus, dass Katherine ihrer Tochter am Telefon eine Scheinwelt über sie und Mike erzählt hat. Dylan beschließt, ihre Mutter einweisen zu lassen. Mona erfährt aufgrund eines Missverständnisses von der Vergangenheit von Dannys Mutter. Mona erpresst Angie daraufhin um 64.000 $, die Angie jedoch nicht besitzt. Auf der Weihnachtsfeier in der Wisteria Lane hat Karl als Liebesbotschaft für Bree ein Flugzeug mit einem Banner bestellt, worauf er Bree einen Heiratsantrag macht. Orson erfährt kurz vorher davon, dass Karl Brees Affäre ist und prügelt sich in einem Gartenhaus mit ihm. Gabrielle und Lynette stehen immer noch auf Kriegsfuß. Als das Flugzeug das sich der Wisteria Lane nähert, abstürtzt und in Richtung der Feier rast, rettet Lynette Celia Solis. Mona wird jedoch vom heran stürzenden Flugzeug erwischt. Auch das Gartenhaus, in dem sich Orson und Karl befanden, wurde zerstört. |           |                           |                                     |                      |                                        |                 |                                |
| 122 | 11        | Was wäre, wenn...         | If...                               | 3. Jan. 2010         | 8. März 2010                           | David Grossman  | Joey Murphy & John Pardee      |
| Im Krankenhaus erfährt Susan, dass ihr Ex-Mann Karl nicht überlebt hat. Susan denkt daran, wie es wohl gewesen wäre, wenn sie nach der Trennung wieder mit Karl zusammengekommen wäre, und kommt zu dem Ergebnis, alles richtig gemacht zu haben. Bree bekommt nach der Nachricht von Karls Tod einen Nervenzusammenbruch. Sie träumt ebenfalls von einem Leben mit Karl, wäre er nicht gestorben. Bree wird, nachdem sie aufgewacht ist, davon benachrichtigt, dass Orson querschnittsgelähmt sei. Nachdem Lynette Celia Solis vor dem Flugzeug gerettet hat, denkt Gabrielle daran, was wohl aus Celia werden könne. Lynette bekommt die Diagnose, dass einer ihrer Zwillinge aufgrund des Unfalls Schäden davon getragen haben könnte. Sie stellt sich ihre Zukunft zwar schwierig vor, allerdings kommt sie zu dem Schluss, dass sie alles meistern könne. Umso mehr schmerzt es Lynette, von Tom zu erfahren, dass ein Zwilling nicht überlebt habe. Angie denkt daran, was passieren könnte, wenn Mona sie an die Polizei verrät. So ist es eine große Erleichterung für die Familie Bolen, als sie erfahren, dass Mona gestorben ist. |           |                           |                                     |                      |                                        |                 |                                |
| 123 | 12        | Alles Fassade             | You Gotta Get a Gimmick             | 10. Jan. 2010        | 15. März 2010                          | David Grossman  | Joe Keenan                     |
| Susan erbt von Karl einen Stripclub. Dort erfährt sie, dass Mike des Öfteren den Club besucht hat und wird wütend auf ihren Ehemann. Gabrielle und Carlos streiten sich darüber, dass Gabrielle keinen Nationalstolz für Mexiko besitzt. Gabrielle hat jedoch einen Grund für ihr Verhalten. Reverend Sikes rät Bree, Orson wieder aufzunehmen. Orson ist jedoch gekränkt und behandelt Bree schlecht. Lynette bekommt von Carlos ihren Job zurück, wird jedoch im Mutterschaftsurlaub von ihrem Ehemann Tom vertreten. Dies führt zu einem großen Streit zwischen den beiden. |           |                           |                                     |                      |                                        |                 |                                |
| 124 | 13        | Therapie                  | How About a Friendly Shrink?        | 17. Jan. 2010        | 13. Sep. 2010                          | Lonny Price     | Jason Ganzel                   |
| Susan und Gabrielle geraten in einen Wettstreit darüber, welches ihrer Kinder wohl besser in der Schule ist. Bree erträgt es nicht länger, dass Orson sie wie einen Sklaven behandelt, doch Bree weiß sich zu wehren. Lynette und Tom besuchen nach anfänglicher Skepsis eine Paartherapie. Karen besucht Katherine in der psychiatrischen Anstalt und bringt die Hausfrauen der Wisteria Lane dazu, Katherine zu besuchen und ihr zu verzeihen. |           |                           |                                     |                      |                                        |                 |                                |
| 125 | 14        | Vorhang auf!              | The Glamorous Life                  | 31. Jan. 2010        | 20. Sep. 2010                          | Bethany Rooney  | Dave Flebotte                  |
| Susan überredet eine Stripperin aus ihrem von Karl geerbten Club dazu, mehr aus ihrem Leben zu machen. Als Robin jedoch keine andere Anstellung findet, fühlt Susan sich schuldig und kümmert sich um Robin. Nachdem Angie einen großen Streit mit ihrer Nachbarin Mitzi Kinsky bezüglich der Mülltrennung hatte, gerät sie auch mit Gabrielle aneinander, nachdem Carlos Danny und Ana in flagranti erwischt hat. Daraufhin entdecken Gabrielle und Carlos, dass Angie ein großes Geheimnis hat. Bree ist damit beschäftigt, Orson davon abzuhalten, sich umzubringen. Lynette und Tom führen ihre Ehetherapie fort und kommen zu einem positiven Ergebnis. |           |                           |                                     |                      |                                        |                 |                                |
| 126 | 15        | Die Stripperin            | Lovely                              | 21. Feb. 2010        | 27. Sep. 2010                          | David Warren    | David Schladweiler             |
| Nachdem die ehemalige Stripperin Robin nun die neue Nachbarin in der Wisteria Lane geworden ist, erleben sämtliche Hausfrauen, dass Robin mehr ist als nur ein Sexobjekt. Lynette erfährt von Robin, dass ihr Sohn Parker Robin Geld für Sex angeboten habe. Nachdem Ana Gabrielles Vorschlag abgelehnt hat, nach New York zu gehen, nutzt Gabrielle Robin dafür aus, Ana von ihrer Geschichte zu erzählen, wie sie ebenfalls auf ihre Chance gewartet habe und dann keine Tänzerin mehr werden konnte. Daraufhin willigt Ana in Gabrielles Vorschlag ein und trennt sich von Danny. Als Robin merkt, dass sie ausgenutzt wurde, weist sie Gabrielle in ihre Schranken. Bree versucht sich Robin als Vorbild zu nehmen und probiert vor Orson zu strippen, jedoch gelingt es ihr nicht. Susan wird eifersüchtig auf Robin, die Mike nach der Arbeit massiert. Als Robin dies merkt, findet sie eine neue Bleibe bei Katherine. Ihr offenbart sie, dass sie eigentlich auf Frauen stehe. Zunächst lehnt Katherine dies ab, jedoch merkt sie, dass sie Robin auch mit anderen Augen sieht. |           |                           |                                     |                      |                                        |                 |                                |
| 127 | 16        | Verführung                | The Chase                           | 28. Feb. 2010        | 4. Okt. 2010                           | Larry Shaw      | John Pardee und Joey Murphy    |
| Karen bittet Susan, bei einem gemeinsamen Abendessen das Thema Heirat anzuschneiden, damit Roy gezwungen ist, ihr einen Heiratsantrag zu machen. Die Freude über den Antrag ist jedoch nur von kurzer Dauer, da Karen die Diagnose Lungenkrebs bekommt. Gabrielle zieht aufgrund der hohen Ansteckungsgefahr wegen Celias Windpocken für kurze Zeit zu Bob und Lee. Dort merkt sie, wie schön ein kinderloses Leben sein kann, doch als Bob ihr von dessen Wunsch erzählt, unbedingt Kinder zu bekommen, bemerkt Gabrielle, wie wichtig ihr ihre Familie ist. Bree stellt Sam Allen in ihrer Firma ein. Andrew bemerkt, dass etwas mit Sam nicht stimmt und versucht vergebens Bree davon abzuhalten. Lynette vergisst den Geburtstag ihrer Tochter, was Penny ihr sehr übel nimmt und deshalb ausreißt. Bei einem gemeinsamen Gespräch erfährt Lynette, dass Penny eifersüchtig auf Lynettes ungeborenes Baby ist. Katherine beginnt ihre Gefühle für Robin nicht weiter zu unterdrücken und schläft mit ihr. |           |                           |                                     |                      |                                        |                 |                                |
| 128 | 17        | Das Souvenir              | Chromolume No. 7                    | 14. März 2010        | 11. Okt. 2010                          | Lony Price      | Marco Pennette                 |
| Katherine weiß nicht, ob ihre Gefühle für Robin echt sind. Als Susan davon erfährt, erzählt sie Mike von Katherines lesbischen Erfahrungen, was diesen sehr kränkt. Gabrielle und Angie machen sich auf dem Weg nach New York, um Danny und Ana zu finden. Während Gabrielle schmerzlich bewusst wird, dass sie ihre Karriere verbaut hat, indem sie zu viele Ansprüche gestellt hat und diese Lebensweisheit Ana weitergibt, trifft sich Angie mit ihrer Mutter, die sie seit 18 Jahren nicht mehr gesehen hat und bei der Danny untergekommen ist. Danny und Angie müssen jedoch wieder verschwinden, da sie sonst von Patrick Logan gefunden werden können. Gabrielle erzählt einer Nachbarin davon, dass Angie nun in Fairview lebt. Diese macht sich die Information zunutze und kontaktiert Patrick. Im Flugzeug nach Hause erzählt Angie Gabrielle von ihrem Geheimnis. Bree findet heraus, dass Sam der uneheliche Sohn ihres verstorbenen Ehemanns Rex ist. Nach anfänglicher Wut auf ihn überzeugt Sam sie, dass er sich immer eine Familie wie die Van de Kamps gewünscht habe und Bree beginnt Sam wie einen Sohn zu behandeln. Lynette ist geschockt, als Preston von seiner Europareise zurückkommt und seine neue Freundin Irina mitgebracht hat, die anscheinend nur auf Prestons Geld aus ist. |           |                           |                                     |                      |                                        |                 |                                |
| 129 | 18        | Der perfekte Sohn         | My Two Young Men                    | 21. März 2010        | 18. Okt. 2010                          | David Grossman  | Bob Daily                      |
| Susan und Gabrielle liefern sich einen Wettstreit, welches ihrer Kinder die meisten Schokoladentafeln für eine Spendenaktion verkauft. Dabei kämpfen sie nicht mit fairen Mitteln, was zu einem Streit zwischen den beiden führt. Schließlich merkt Susan jedoch, dass es für Juanita viel wichtiger ist zu gewinnen, damit sie mit der Feier als Preis neue Freunde finden kann und überredet MJ dazu, Juanita gewinnen zu lassen. Bree organisiert ein Familientreffen, bei dem auch Danielle anreist. Diese läuft jedoch aus dem Ruder. Lynettes und Irinas Streit spitzt sich weiter zu, als Lynette erfährt, dass Preston sein Studium für Irina hinschmeißen will. Katherine und Robin beschließen nach Paris zu ziehen, da Katherine den Tratsch ihrer Nachbarn nicht ertragen kann. Karen hat den Krebs besiegt und veranstaltet daraufhin eine Party. Patrick Logan bringt Iris Beckley um, kurz nachdem sie ihm von Angies Wohnort erzählt hat. Patrick trifft nun in Angies Nachbarschaft ein. |           |                           |                                     |                      |                                        |                 |                                |
| 130 | 19        | Das Böse                  | We All Deserve to Die               | 18. Apr. 2010        | 25. Okt. 2010                          | Larry Shaw      | Josann McGibbon & Sara Parriot |
| Nachdem Mikes Auto beschlagnahmt worden ist, versucht Susan ihren Ehemann aufzubauen und bezahlt ihre Nachbarn dafür, dass sie Mike durch vorgetäuschte Schäden als Klempner kontaktieren. Mike erfährt jedoch von dem Schwindel und ist sauer auf Susan. Gabrielle bietet Bob und Lee an, als Eizellenspenderin für ihr Kind herzuhalten, jedoch kann sie ihr Versprechen nicht halten. Dies führt zur Trennung von Bob und Lee. Bree kann es nicht fassen, dass Andrew ihr Dinner durch Essig ruiniert haben soll. Von Orson bekommt sie jedoch den Tipp, dass es ebenso Sam gewesen sein könnte, um Andrew zu schaden. Patrick nimmt Kontakt mit seinem Sohn Danny auf. Lynette findet kurz vor Prestons Hochzeit mit Irina heraus, dass Irina eine Heiratsschwindlerin ist. Daraufhin trennt Preston sich von ihr. Später bietet Eddie sich Irina an, doch diese weist ihn unfreundlich ab, sodass Eddie sie ermordet, womit die Identität des Fairview-Würgers aufgedeckt ist. |           |                           |                                     |                      |                                        |                 |                                |
| 131 | 20        | Entstehung eines Monsters | Epiphany                            | 25. Apr. 2010        | 1. Nov. 2010                           | David Grossman  | Marc Cherry                    |
| Mary Alice erzählt, wie Eddie zu einem Monster geworden ist: Mary Alice traf Eddie schon als kleines Kind und bemerkte, wie stark Eddie von seiner Mutter Barbara vernachlässigt wurde, die ihm die Schuld daran gibt, dass sie von ihrem Mann verlassen wurde, und nun keinen neuen Mann mehr findet. Gabrielle lernte Eddie an dem Tag kennen, an dem sie in die Wisteria Lane zog. Eddie half ihr beim Aufbauen der Möbel und beide teilten das Gefühl, alleine zu sein. Gabrielle bemerkte jedoch, wie leid Eddie ihr tat. Nachdem Eddie sich jedoch zu stark in ihr Leben gedrängt hatte, brach Gabrielle den Kontakt ab. Bree stellte Eddie einige Jahre später als Maler ein. Dabei gab sie ihm Liebestipps. Sie ahnte jedoch nicht, dass diese für Brees Tochter Danielle bestimmt waren. Bree erzählte Eddies Mutter davon, woraufhin diese Eddie vor Bree bloßstellte. Eddie ging daraufhin zu einer Prostituierten und schenkte ihr Blumen. Als diese ihn deswegen auslachte, wurde sie zu Eddies erstem Opfer. Als Susan Eddie kennenlernte, bewunderte sie seine künstlerische Arbeit. Eddie genoss die Zeit mit Susan. Nachdem er von einem von Susan bezahlten Kunstseminar zurückkehrt, stellte er jedoch fest, dass Susan Mike erneut geheiratet hatte. Voller Eifersucht will Eddie Susan am Abend umbringen, verwechselt sie jedoch mit Julie. Lynette erfährt in der Gegenwart, dass etwas mit Eddie und seiner familiären Situation nicht stimmt. Als Barbara von Eddies Morden erfährt, will sie zur Polizei gehen, wird davor jedoch von ihrem eigenen Sohn erwürgt. |           |                           |                                     |                      |                                        |                 |                                |
| 132 | 21        | Geheimnisse               | A Little Night Music                | 2. Mai 2010          | 8. Nov. 2010                           | David Warren    | Mat Berry                      |
| Susan bemerkt, dass Mike sich enorm viel Geld bei Carlos geliehen hat. Daraufhin beschließen Susan und Gabrielle, Mike und Carlos eine Lektion zu erteilen. Als Bree auf Sams Mutter trifft, begreift sie, dass Sam ein Lügner ist, und entschuldigt sich bei Andrew. Lynette nimmt Eddie bei sich zu Hause auf. Dort fällt ihr jedoch sein enormes Aggressionspotential auf. Daraufhin schickt Lynette ihn zum Psychologen. Nachdem Nick von Patrick angefahren wurde und schwer verletzt im Krankenhaus liegt, bekommt Angie zu Hause Besuch von ihrem Ex-Freund, der sie bedroht. |           |                           |                                     |                      |                                        |                 |                                |
| 133 | 22        | Entscheidungen            | The Ballad of Booth                 | 9. Mai 2010          | 15. Nov. 2010                          | Bob Daily       | Larry Shaw                     |
| Susan und Mike beschließen, die Wisteria Lane aus finanziellen Gründen zu verlassen und ihr Haus zu vermieten. Angie und Danny werden von Patrick in ihrer Wohnung festgehalten. Trotzdem gelingt es Angie, Gabrielle einen Hilferuf zu übermitteln. Nachdem Bree von Sams Unberechenbarkeit erfahren hat, erpresst Sam sie damit, der Polizei zu erzählen, dass Andrew Juanita Solis Sr. angefahren hat, damit sie ihm die Eigentumsrechte an ihrer Firma zu überträgt. Nachdem Irinas Leiche gefunden worden ist, wird Preston der Tat beschuldigt. Als Lynette auf dem Revier erfährt, dass auch Barbara Orlofskys Leiche gefunden wurde, will Lynette Eddie die Nachricht übermitteln, merkt dort jedoch schnell, dass Eddie der Mörder der Frauen von Fairview war. Eddie nimmt Lynette gefangen. |           |                           |                                     |                      |                                        |                 |                                |
| 134 | 23        | Die Bombe                 | I Guess This is Goodbye             | 16. Mai 2010         | 22. Nov. 2010                          | David Grossman  | Alexandra Cunningham           |
| Gabrielle beginnt Angie zu helfen, aus Patricks Gewalt zu entkommen. Angie weiß sich jedoch selbst zu helfen und fertigt die Bombe für Patrick so an, dass sie in seinem Zündschalter installiert ist. So kommt Patrick ums Leben und Angie und Nick flüchten aus der Wisteria Lane an einen unbekannten Ort. Danny nehmen sie jedoch nicht mit, sondern schicken ihn für seine eigene Freiheit nach New York zu Ana. Bree wird von Orson verlassen, da er Brees Verhalten nicht verstehen kann, wegen Andrews Fehlverhalten ihr Geschäft Sam zu überschreiben. Daraufhin vertraut Bree sich Gabrielle an und erzählt ihr, dass Andrew vor 11 Jahren ihre Schwiegermutter umgebracht habe. Lynette bringt unter der Gewalt von Eddie mit dessen Hilfe ihre Tochter Paige auf die Welt und schafft es, Eddie davon zu überzeugen sich der Polizei zu stellen. Susan verlässt traurig die Wisteria Lane, doch sie ahnt nicht, dass der Mieter ihres Hauses der aus dem Gefängnis freigelassene Paul Young ist. |           |                           |                                     |                      |                                        |                 |                                |

### Episodenbesonderheiten
| Nr. | Episode                                                     | Besonderheit |
| --- | ----------------------------------------------------------- | --- |
| 1   | Sünde (Nice is different than good)                         | Erste Folge der sechsten Staffel. Die Familie Bolen und Eddie Orlofsky haben in dieser Folge ihren ersten Auftritt. |
| 2   | Ein schrecklicher Tag (Being Alive)                         | Karens neuer Lebensgefährte Roy Bender tritt in dieser Folge erstmals auf. |
| 3   | Alte Liebhaber (Never Judge a Lady by Her Lover)            | John Rowland hat in dieser Folge einen Gastauftritt. |
| 4   | Blues der Verlassenen (The God-Why-Don't-You-Love-Me Blues) | John Rowland hat in dieser Folge seinen letzten Auftritt in der Serie. |
| 5   | Die ewigen Kritiker (Everybody Ought to Have a Maid)        | |
| 6   | Strafe muss sein (Don't Walk on the Grass)                  | |
| 7   | Die Hauslehrerin (Careful the Things You Say)               | Detective Murphy tritt in dieser Folge erstmals auf. |
| 8   | Die Beförderung (The Coffee Cup)                            | Emily Portsmith wird in dieser Folge ermordet. |
| 9   | Selbstverteidigung (Would I Think of Suicide?)              | |
| 10  | Der große Krach (Boom Crunch)                               | Vierte Katastrophenfolge. Dylan Mayfair hat in dieser Folge einen letzten Gastauftritt. |
| 11  | Was wäre, wenn... (If...)                                   | Durch einen Flugzeugabsturz sterben Karl Mayer, Mona Clarke und eines von Lynettes ungeborenen Babys. Außerdem ist Orson ab dieser Folge bis zum Ende der Serie querschnittsgelähmt. |
| 12  | Alles Fassade (You Gotta Get a Gimmick)                     | |
| 13  | Therapie (How About a Friendly Shrink?)                     | Mrs. Henderson tritt in dieser Folge erstmals auf. Die deutschsprachige Erstausstrahlung erfolgt 6 Monate nach der vorherigen Folge. |
| 14  | Vorhang auf! (The Glamorous Life)                           | Mitzi Kinsky und Robin Gallagher haben in dieser Folge ihren ersten Auftritt. |
| 15  | Die Stripperin (Lovely)                                     | Die Episode ist stilistisch wie eine Flashbackepisode aufgebaut, jedoch spielt sie in der Gegenwart. Jede Hausfrau erlebt etwas mit ihrer neuen Nachbarin Robin. Dabei werden die Geschichten der Hausfrauen nicht wie üblich abwechselnd erzählt, sondern jede Handlung der einzelnen Hausfrauen wird hintereinander gezeigt und abgeschlossen. |
| 16  | Verführung (The Chase)                                      | Sam Allen hat in dieser Folge seinen ersten Auftritt. |
| 17  | Das Souvenir (Chromolume No. 7)                             | Irina Korsakov tritt in dieser Folge erstmals auf. Ebenfalls ist Preston Scavo zurück aus Europa und somit erstmals nach 16 Folgen wieder zu sehen. Das deutsche Topmodel Heidi Klum hat in dieser Folge einen Gastauftritt, bei dem sie sich selbst spielt.                                                                                     |
| 18  | Der perfekte Sohn (My Two Young Men)                        | Dana Delany als Katherine Mayfair sowie Julie Benz als Robin Gallagher gehen ab dieser Folge nach Paris und verlassen die Serie somit. Delany kehrt jedoch zum Staffelfinale nochmals zurück. Joy Lauren als Danielle Katz hat in dieser Folge einen Gastauftritt. John Barrowman als Patrick Logan tritt in dieser Folge erstmals auf.          |
| 19  | Das Böse (We All Deserve to Die)                            | In dieser Folge stellt sich die Identität des Fairview-Würgers heraus. Irina Korsakov wird in dieser Folge ermordet. |
| 20  | Entstehung eines Monsters (Epiphany)                        | Die Geschichte von Eddie Orlofsky steht in dieser Folge im Vordergrund. Mary Alice taucht in dieser Folge zum ersten und einzigen Mal in der sechsten Staffel körperlich in der Serie auf. |
| 21  | Geheimnisse (A Little Night Music)                          | |
| 22  | Entscheidungen (The Ballad of Booth)                        | |
| 23  | Die Bombe (I Guess This is Goodbye)                         | Staffelfinale der sechsten Staffel. Letzte Folge mit Angie Bolen, Nick Bolen, Danny Bolen und Sam Allen. Patrick Logan stirbt in dieser Episode und Paige Scavo wird geboren. Paul Young kehrt in dieser Folge in die Wisteria Lane zurück. |

### Staffelgeheimnisse

#### 1. Staffelgeheimnis: Die Vergangenheit von Angie Bolen
Das große Geheimnis der sechsten Staffel von Desperate Housewives beinhaltet das Geheimnis der neueingezogenen Familie Bolen in der Wisteria Lane. Die Auflösung des Geheimnisses ist im Hauptartikel zu finden.
Hier ist aufgelistet, welche Fakten über das Geheimnis in der Staffel gelüftet worden sind.
| Folge | Entdeckung |
| ----- | --- |
| 1     | Die Familie Bolen zog nicht freiwillig in die Wisteria Lane. |
| 1     | Die Bolens haben etwas zu verbergen. |
| 1     | Angie hat eine riesige Narbe auf dem Rücken. |
| 3     | Die Familie hat laut Danny viele dunkle Geheimnisse. |
| 3     | Die Bolens haben ihren Namen geändert, weil es Ärger gab. |
| 3     | Angie scheut nicht vor Gewalt zurück. |
| 3     | Die Familie war ständig auf der Flucht. |
| 4     | Es gab eine Explosion. |
| 4     | Nick hatte eine Affäre mit Julie. |
| 6     | Angie hatte lange keinen Kontakt mehr mit ihrer Mutter. |
| 9     | Angie war mit Danny und Nick 18 Jahre auf der Flucht. |
| 9     | Angie hat einen Menschen getötet. |
| 9     | Dannys echter Name ist Tyler. |
| 10    | Angie war eine Terroristin. |
| 11    | Angie heißt eigentlich Angela De Luca. |
| 11    | Ein gewisser Patrick Logan war Drahtzieher bei dem terroristischen Verbrechen. |
| 11    | Patrick Logan war Angies Geliebter. |
| 11    | Angie hat einen Mann ermordet. |
| 11    | Angie hatte anfangs nicht vor, Leuten etwas Böses anzutun. |
| 14    | Angie hat ein Problem damit, dass Mitzi Kinsky ihren Müll nicht trennt. |
| 14    | Angies Tat war ökologisch bedingt. |
| 16    | Angie und Nick lebten während ihrer Tat in New York. |
| 17    | Es ist zu gefährlich, dass Danny in New York bei seiner Großmutter bleibt. |
| 17    | Nachdem Angie zunächst nur mit Protesten angefangen hat, lernte sie Patrick Logan kennen, der sie dazu überredete, radikaler an die Sachen heranzugehen. Dies führte zu einem Mord. |
| 17    | Patrick Logan ist Dannys Vater. |
| 18    | Patrick will sich bei Angie etwas zurückholen, was ihm gehört. |
| 21    | Nick war Undercover-Agent und rettete Angie vor Patrick. |
| 22    | Angie schloss sich nach dem Abbruch ihres Ingenieurwissenschaften-Studiums einer Gruppe von Ökoterroristen an, deren Anführer Patrick Logan war. Mit ihm begann sie ein Verhältnis und wurde von ihm überredet eine Bombe zu bauen. |
| 23    | Auflösung: Angie Bolen brach das Studium ab und wurde Mitglied in einer Gruppe von Ökoterroristen. Während der Zeit verliebte sie sich in Patrick Logan, den Anführer der Gruppe, aber Patrick nutzte sie und ihr Wissen nur aus, damit sie für ihn eine Bombe bastelte. Durch diese Bombe wurde ein Mann getötet, und Angie verbrannte sich den Rücken. Seitdem war sie auf der Flucht vor Patrick Logan, dem leiblichen Vater von Danny, wobei ihr vom damaligen ermittelnden Polizisten, Nick Bolen, geholfen wurde, welcher später als Dannys leiblicher Vater ausgegeben wurde. |

#### 2. Staffelgeheimnis: Die Identität des Fairview-Würgers
Erstmals in der Geschichte von Desperate Housewives gibt es in der sechsten Staffel ein zweites, großes Staffelgeheimnis, welches erst in den Endfolgen der Staffel aufgelöst wird. Das zweite Geheimnis beinhaltet die Identität des Fairview-Würgers, der in der Nachbarschaft sein Unwesen treibt. Die Auflösung des Geheimnisses ist im Hauptartikel zu finden.
Hier ist aufgelistet, welche Fakten über das Geheimnis in der Staffel gelüftet worden sind.
| Folge | Entdeckung |
| ----- | --- |
| 1     | Julie wird von einem Unbekannten in dem Garten ihrer Mutter gewürgt. |
| 2     | Danny Bolen wird von der Nachbarschaft verdächtigt. |
| 3     | Danny Bolen kann nicht der Würger von Julie gewesen sein. |
| 8     | Emily Portsmith wird vom Fairview Würger ermordet. |
| 9     | Der Fairview-Würger ist männlich. |
| 19    | Der Fairview-Würger sammelt Zeitungsartikel seiner Opfer. |
| 19    | Eddie Orlofsky ist der Fairview-Würger |
| 20    | Auflösung: Das erste gezeigte Opfer des Würgers ist Julie Mayer, die den Angriff jedoch überlebt. Das nächste Opfer, Emily, eine Kellnerin im Kaffee „The coffee cup“, überlebt den Angriff jedoch nicht. In der 19. Folge stellt sich heraus, dass der Würger Eddie Orlofsky ist, ein guter Freund von Danny und Porter. In der Rückblickfolge "Entstehung eines Monsters" wird gezeigt, wie Eddie zu einem Mörder wurde, was seine Motive sind und dass jede der Hausfrauen schon einmal mit ihm zu tun hatte. Es wird gezeigt, wie er seine alkoholabhängige Mutter tötet, nachdem sie herausgefunden hatte, dass Eddie für die Morde und Angriffe auf junge Frauen in der Umgebung verantwortlich ist. In dieser Folge erwürgt er außerdem eine unbekannte Prostituierte, da diese ihn auslachte, weil er ihr Blumen schenken wollte. Er ist außerdem der Mörder von Irina, Prestons Ex-Verlobter, und einer weiteren, unbekannten Frau. Es stellt sich außerdem heraus, dass Eddie nicht Julie, sondern Susan umbringen wollte, er verwechselte jedoch die beiden und griff so Julie an, während diese den Müll herausbrachte. Als er Lynette als Geisel hält und sie mit seiner Hilfe ihre Tochter Paige auf die Welt bringt, kann Lynette ihn überzeugen, sich der Polizei zu stellen. |

### Flashbacks in der Serie
In der Staffel treten häufig Erinnerungen an früher in Erscheinungen. Neben den erwähnten Flashback-Episoden im Hauptartikel, wo die ganze Folge auf diese Flashbacks basiert, sind hier alle Flashbacks der vierten Staffel aufgelistet, an die sich die Rollen erinnern. In Flashbacks treten meist auch tote Charaktere als Gastrolle auf.

In Folge 11 stellen sich die Hausfrauen nach einem Flugzeugabsturz die Frage „Was wäre, wenn...“. Dort haben sie kein Flashback, sondern eine Vision, wie die Zukunft oder Vergangenheit wohl anders verlaufen wäre.
| Folge | Person           | Erinnerung | Gastrolle                |
| ----- | ---------------- | --- | ------------------------ |
| 7     | Julie Mayer      | Julie erinnert sich daran, wie sie Nick Bolen kennengelernt hat, mit ihm eine Affäre eingegangen ist, geglaubt hat, sie sei schwanger und sich daraufhin von Nick getrennt hat. |                          |
| 11    | Susan Mayer      | Nachdem Susans Ex-Mann Karl gestorben ist, denkt Susan daran, wie ihr Leben wohl verlaufen wäre, hätte sie sich nicht von Karl getrennt. Susan hätte enorm zugenommen und Karl hätte nie aufgehört sie zu betrügen. Mike hätte kein Interesse an Susan und bekommt mit einer blonden Nachbarin (vermutlich Edie Britt) ein Baby.                                                                                       |                          |
| 11    | Bree Hodge       | Nachdem Brees Affäre Karl gestorben ist, denkt sie daran, wie ihr Leben wohl verlaufen wäre, wäre Karl noch am Leben gewesen. Schon kurze Zeit nach der Trennung hätte Karl sie mit Brees Trainerin betrogen und Bree hätte sich von Karl getrennt. Orson wäre währenddessen vereinsamt, ehe er einsam in seiner Wohnung an Herzleiden gestorben wäre.                                                                 |                          |
| 11    | Angie Bolen      | Angie stellt sich vor, was wohl passieren könnte, wenn Mona Clarke den Flugzeugabsturz überlebt und der Polizei von Angies Geheimnis erzählt. Angie würde sofort eingesperrt werden und dürfte nie wieder Nick sehen. Sie wird von einem Gericht zu einer lebenslangen Freiheitsstrafe verurteilt. |                          |
| 11    | Gabrielle Solis  | Nachdem Gabrielles Nesthäkchen Celia fast gestorben wäre, denkt Gabrielle daran, was wohl passiert wäre, wenn Gabrielle Celia zur Schauspielerei gezwungen hätte. Carlos hätte sich von ihr getrennt, zu Juanita hätte Gabrielle keinen Kontakt mehr und Gabrielle hätte nur noch Celia in ihrem Leben, die aus Mitleid Gabrielles Schauspielpläne mitmacht.                                                           |                          |
| 11    | Lynette Scavo    | Nachdem die Ärzte Lynette damit konfrontiert haben, dass ihr Sohn eventuell behindert sein könnte, denkt sie daran, wie schwer es ihr fallen wird, mit der Behinderung ihres Kindes klarzukommen. Obwohl es ihr leidgetan hat, hat sie dafür gesorgt, dass Patrick eigenständig trotz seines Handicaps wird. So bringt es Patrick weit und dankt seiner Mutter bei seinem Collegeabschluss.                            | Patrick Scavo            |
| 20    | Mary Alice Young | Mary Alice erzählt, wie es dazu gekommen ist, dass Eddie Orlofsky ein Mörder wurde: |                          |
| 20    | Mary Alice Young | Mary Alice erzählt, wie sie Eddie zum ersten Mal getroffen hat, als er vier Jahre alt war. Dort bemerkte sie, dass seine Mutter ihn nicht viel Aufmerksamkeit schenkte und ihm die Schuld an der Trennung mit ihrem Ehemann gab und dass sie keine Männer mehr findet. | Mary Alice Young († S01) |
| 20    | Mary Alice Young | Gabrielle traf Eddie an, nachdem sie mit Carlos in die Wisteria Lane gezogen ist. Eddie verbrachte lange Zeit bei ihr und sie teilten das Schicksal, sonst keine Freunde zu haben. Doch auch Gabrielle bemerkte damals, dass Eddie von sonst keinem Beachtung geschenkt bekommt. |                          |
| 20    | Mary Alice Young | Bree stellte Eddie als Maler bei sich zu Hause an und gab ihm Tipps ein geeignetes Mädchen zu finden. Als Bree jedoch dann herausgefunden hat, dass Eddie ein Auge auf ihre Tochter Danielle geworfen hat, erzählt Bree dies Eddies Mutter, die Eddie vor Brees Augen bloßstellt. Eddie sucht daraufhin eine Prostituierte auf und begeht bei dieser seinen ersten Mord, nachdem sie sich über ihn lustig gemacht hat. |                          |
| 20    | Mary Alice Young | Susan lernte Eddie im Coffeeshop kennen und beide fanden Kontakt durch Eddies Malerei. Eddie fühlte zum ersten Mal Geborgenheit bei Susan. Doch als er erfuhr, dass Susan wieder Mike heiratet, beschloss er sie am Abend nach der Hochzeit zu erwürgen. Jedoch verwechselte er Susan mit Julie. | Julie Mayer              |
| 22    | Angie Bolen      | Nachdem Angie von ihrem Ex-Freund Patrick in seine Gewalt genommen wurde, träumt sie davon, wie sie ihr Bauingenieursstudium abgebrochen hat und sich eine Gruppe Ökoterroristin abgeschlossen hat. Patrick überredete sie dazu, dass sie eine Bombe baue, was dazu führt, dass ein Mensch gestorben ist. |                          |
| 23    | Lynette          | Nachdem Lynette von Eddie Orlofsky entführt worden ist, denkt sie an die vergangenen Momente, die sie mit ihren inzwischen älter gewordenen Kindern erlebt hat. |                          |

### Todesfälle der Staffel
| Folge | Person           | Art des Todes                | Handlung |
| ----- | ---------------- | ---------------------------- | --- |
| 8     | Emily Portsmith  | Atemstillstand durch Würgung | Die Kellnerin Emily Portsmith wird an ihrer Arbeitsstelle kurz vor Feierabend von einem Bekannten erwürgt. Für den Zuschauer Tatverdächtige sind Emilys noch Unbekannter Verehrer, der sie telefonisch kontaktiert, jedoch einen Korb bekommt, Angie Bolen, die eifersüchtig auf Emily ist und Nick Bolen, der fürchtet, dass Emily ein verfängliches Telefonat von ihm mitbekommen hat. |
| 10    | Jeff Bicks       | Herzinfarkt                  | Bei einer Flugzeugfahrt über die Wisteria Lane erleidet Jeff im Cockpit einen Herzinfarkt und stirbt. |
| 10    | Daphne Bicks     | Flugzeugabsturz              | Daphne muss im Flugzeug nun das Steuer leiten, hat das Flugzeug jedoch nicht mehr unter Kontrolle und stürzt in der Wisteria Lane ab. Daphne ist sofort tot. |
| 11    | Karl Mayer       | Flugzeugabsturz              | Bei einem Flugzeugabsturz in der Wisteria Lane wird Karl, der sich mit Orson in einem Gartenhaus prügelt, von dem abstürzenden Flugzeug geschnitten und stirbt später im Krankenhaus. |
| 11    | Mona Clarke      | Flugzeugabsturz              | Bei einem Flugzeugabsturz in der Wisteria Lane wird Mona von dem abstürzenden Flugzeug geschnitten und stirbt später im Krankenhaus. |
| 11    | Patrick Scavo    | Fehlgeburt                   | Als Lynette bei einem Flugzeugabsturz Celia Solis rettet und sich somit zu Boden wirft, erleidet sie eine Fehlgeburt und verliert einen ihrer Zwillinge, Patrick Scavo. |
| 18    | Iris Beckley     | Atemstillstand durch Würgung | Iris Beckley wird von Patrick Logan mit seinem Schal erwürgt, nachdem sie durch die Informationen, die sie Patrick über Angie gegeben hat, Mitwisserin geworden wäre, wenn Patrick Angie etwas antut. |
| 19    | Irina Korsakov   | Atemstillstand durch Würgung | Irina wird von Eddie Orlofsky, dem Fairview-Würger erwürgt, nachdem sie ihm unliebsam einen Korb gegeben hat. Anschließend vergräbt Eddie sie im Wald. |
| 20    | Ramona           | Atemstillstand durch Würgung | Nachdem Eddie der Prostituierten Ramona Blumen zur Begrüßung mitbringt, lacht sie Eddie aus, sodass Eddie Ramona erwürgt und umbringt. |
| 20    | Barbara Orlofsky | Atemstillstand durch Würgung | Nachdem Eddies Mutter Barbara davon erfahren hat, dass Eddie der Fairview-Würger ist, stellt sie ihn zu Rede und will zur Polizei gehen. Daraufhin erwürgt Eddie seine eigene Mutter. |
| 23    | Patrick Logan    | Verbrennung durch eine Bombe | Als Angie für Patrick eine Bombe bauen sollte, wusste sie sich zu wehren und baute den Zünder nicht in die Bombe, sondern in den Schalter ein. So kam Patrick Logan in seinem Wagen auf offener Straße in der Wisteria Lane durch die Bombe ums Leben. |
| 23    | Theresa Pruitt   | Natürliche Umstände          | Die ehemalige Geburtshelferin Theresa Pruitt wird ins Krankenhaus eingeliefert. Sie will nicht mit ihrem Geheimnis sterben und offenbart sich kurz vor ihrem Tod einem Priester. |